# Rupjmaize
El rupjmaize és un tipus de pa de sègol considerat un aliment bàsic en la gastronomia de Letònia.
Des del gener de 2014 el salinātā rudzu rupjmaize és una especialitat tradicional garantida a nivell europeu, que en destaca el seu component simbòlic en la identitat letona. Se sol presentar en forma rectangular i amb les puntes arrodonides. Té un gust agredolç.
S'utilitza per preparar el rupjmaizes kārtojums, un dolç tradicional.